# Jarl Priel
Jarl Priel, né à Plouguiel le 23 avril 1885 et décédé à Marseille le 19 août 1965, est un écrivain français bretonnant.

## Biographie
De son vrai nom Charles Joseph Tremel, il choisit de prendre le nom breton de Plouguiel comme nom d'artiste. Écrivain, acteur de théâtre, élève et secrétaire de Charles Dullin, il écrit des pièces de théâtre et des récits en français et en breton.
Il a écrit en français, avec un succès honorable, des romans, des contes, des nouvelles dans des revues ou journaux littéraires de renom à l'époque: Le Mercure de France, Candide, Gringoire, sans parler de nombreuses traductions du russe. 
En 1942, à 57 ans, il donne sa première pièce en breton, une petite pièce "An dakenn dour" ("La goutte d'eau"), pour le Bleun-Brug de Tréguier. En 1949-50, il s'affirme comme un des écrivains les plus marquants de son époque avec deux autres pièces éditées par Al Liamm : "Tri devezhour evit an eost" ("Trois journaliers pour la moisson") et "Ar spontailh" (« L’Épouvantail »).
Il jouera dans plusieurs pièces. En 1952, il tiendra le rôle principal du film Le mystère du Folgoët sous la direction de Herry Caouissin.
Jarl Priel est l'auteur d'un livre de souvenirs en trois tomes : Va zammig Buhez, Va Buhez e Rusia, Amañ hag Ahont.
Il décède à Marseille près de sa fille le 19 août 1965, quelques jours avant d'être pour la troisième fois arrière-grand-père.

### Traductions du russe, de l'allemand ou du latin en français
- Tarass Boulba de Nicolas Gogol. Paris, à l'enseigne du pot cassé, 1927. In-8, 211 pages. Illustrations en noir par Alexandra Potozky-Stchekotikhina. Tirage numéroté sur papier Chesterfield
- Veillées d'Ukraine de Nicolas Gogol. Paris, à l'enseigne du pot cassé, 1928. 2 volumes in-12, 219-216 pages. Illustrations par Henry Chapront. Tirage numéroté sur papier Chesterfield
- Tarass Boulba de Nicolas Gogol. Paris, Éditions de La Pléiade, 1931. 29 eaux-fortes en couleurs par A. Grinevsky, dont 12 hors-texte. Tirage limité à 100 exemplaires
- Livre des colloques d'Érasme. Paris, à l'enseigne du pot cassé, 1934-1936. 4 volumes (tomes 2 à 5 des Œuvres d'Érasme) petit in-8, 286-286-252-254 pages. Dessins par Albert Puyplat et A.-F. Cosÿns. Tirage limité à 3 000 exemplaires sur papier Bornéo
- Veillées d'Ukraine de Nicolas Gogol, nouvelle édition. Paris, Éditions Émile-Paul Frères, 1936. In-8, 201 pages
- La Foire de Sorochiniets de Nicolas Gogol. Paris, Éditions Galatea, 1945. In-4, 80 pages, en feuillets, sous couverture rempliée, chemise et étui. 13 eaux-fortes originales de Véra, dont 11 à pleine page. Tirage à 300 exemplaires numérotés
- Éternels compagnons de route. Lermontov, Dostoïevski, Gontcharov, Maïkov, Tioutchev, Pouchkine de Dimitri Merejkowski. Traduit par Jarl Priel et Maurice Prozor. Paris, Albin Michel, 1949. In-8, 330 pages
- Tarass Boulba de Nicolas Gogol. Paris, Éditions G.P., 1957. 254 pages. Environ 60 illustrations en noir et en couleurs
- Invitation au supplice de Vladimir Nabokov. Paris, Gallimard, collection "Du Monde entier", 1960. In-8, 267 pages

## Etude
- Jarl Priel, écrivain bretonnant du Trégor, étude par un groupe d'élèves du lycée de Tréguier, revue Skol Vreizh, n°44, 32 p., janvier-mars 1976.